# 渣打銀行大廈 (香港)
渣打銀行大廈是渣打銀行（香港）的總部大廈，業主為恒隆集團，位於香港島中環德輔道中4-4A號，樓高185米，共32層。大廈東毗香港滙豐總行大廈，西鄰嘉軒廣場，北望太子大廈。

## 歷史
現時的渣打銀行大廈已是第四代，第一代渣打銀行原本位於皇后大道中及都爹利街交界，之後第二代大廈才開始興建於現在位置。第三代大廈則由於當時不敷應用，而於1987年3月拆卸重建。
在第三代大廈拆卸之際，香港置地曾擬將用地收購，連同毗鄰數座商廈併入皇后大道中九號地盤重建。然而，由於恆昌大廈業主拒售該廈，用地無法合併發展，最終作罷。
第四代大廈於1990年5月30日由香港總督衛奕信勳爵主持開幕典禮。恒隆集團於1992年購入渣打銀行大廈，其總部亦位於大廈的28樓。

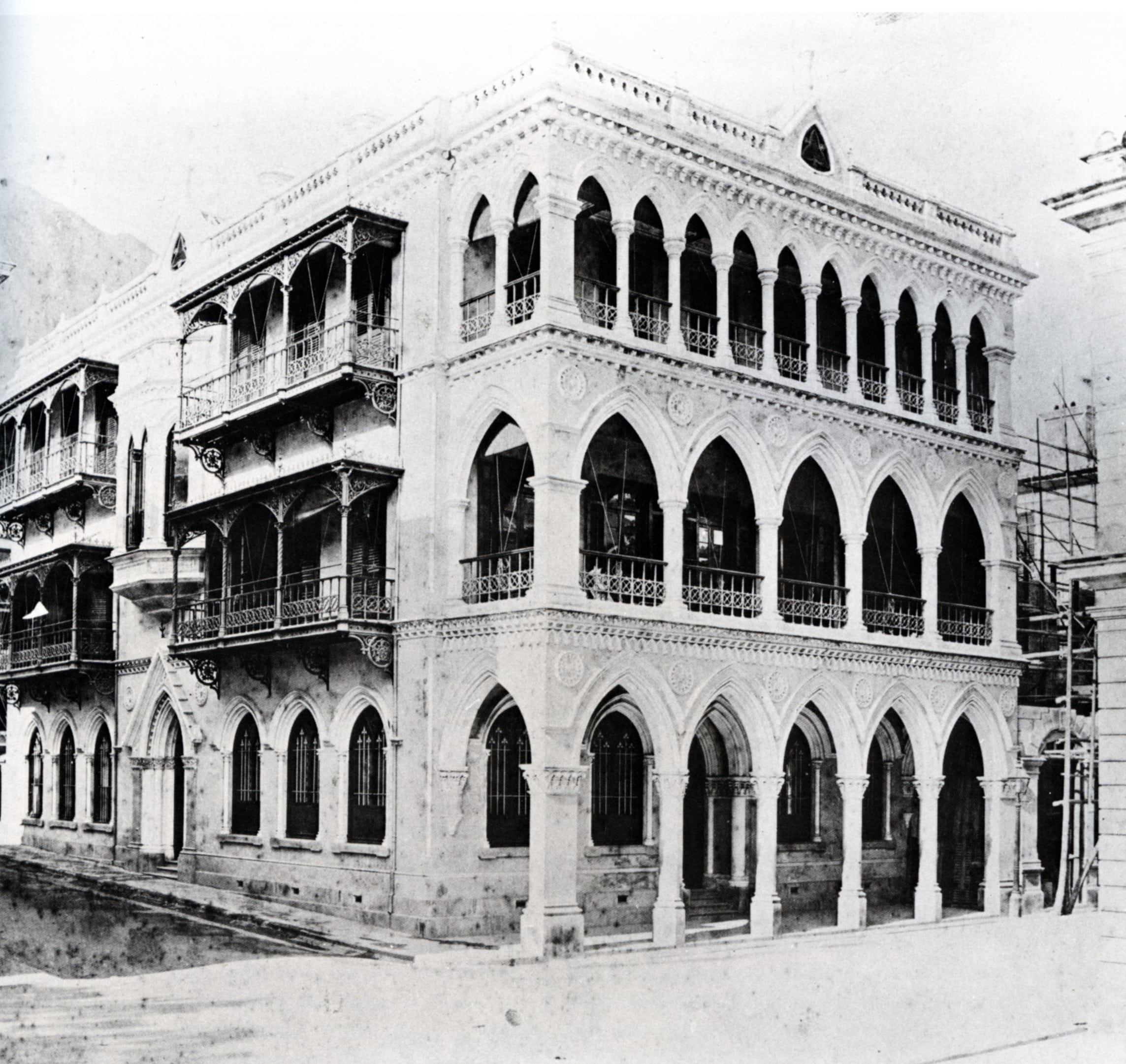
第一代渣打銀行大廈（1885年）
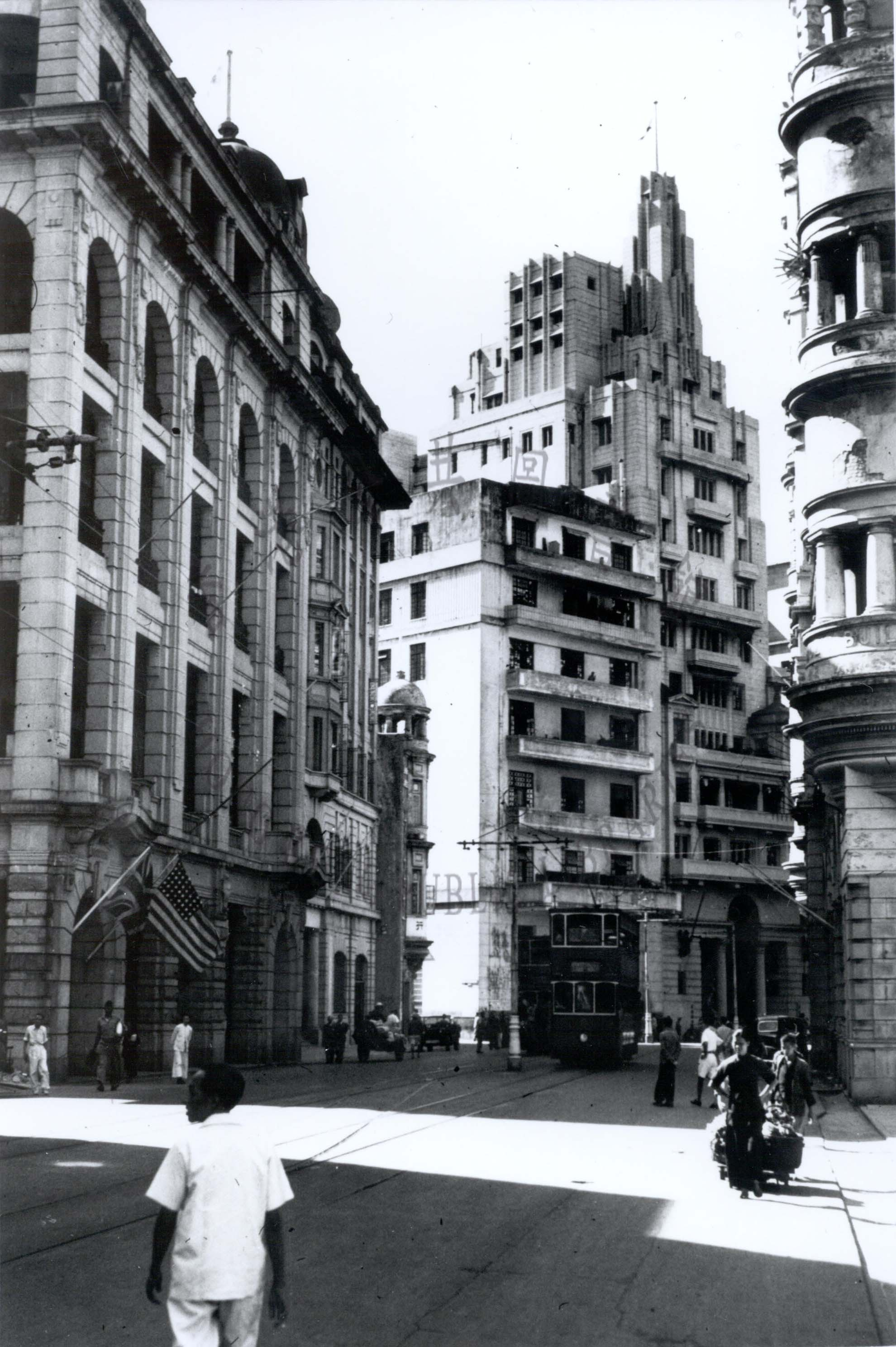
第二代渣打銀行大廈（1945年，左一）
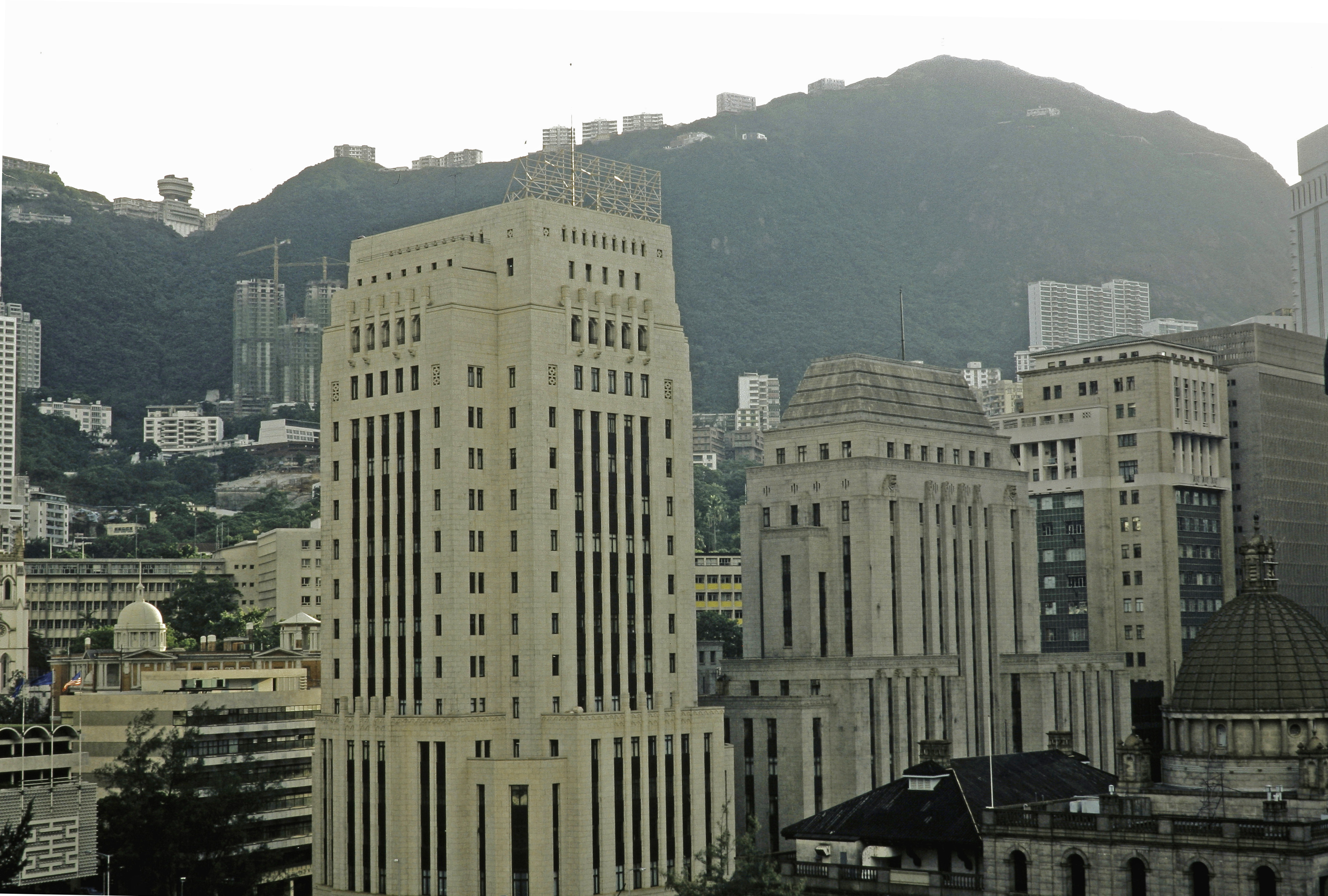
第三代渣打銀行大廈（1980年，左三）

## 設計概念

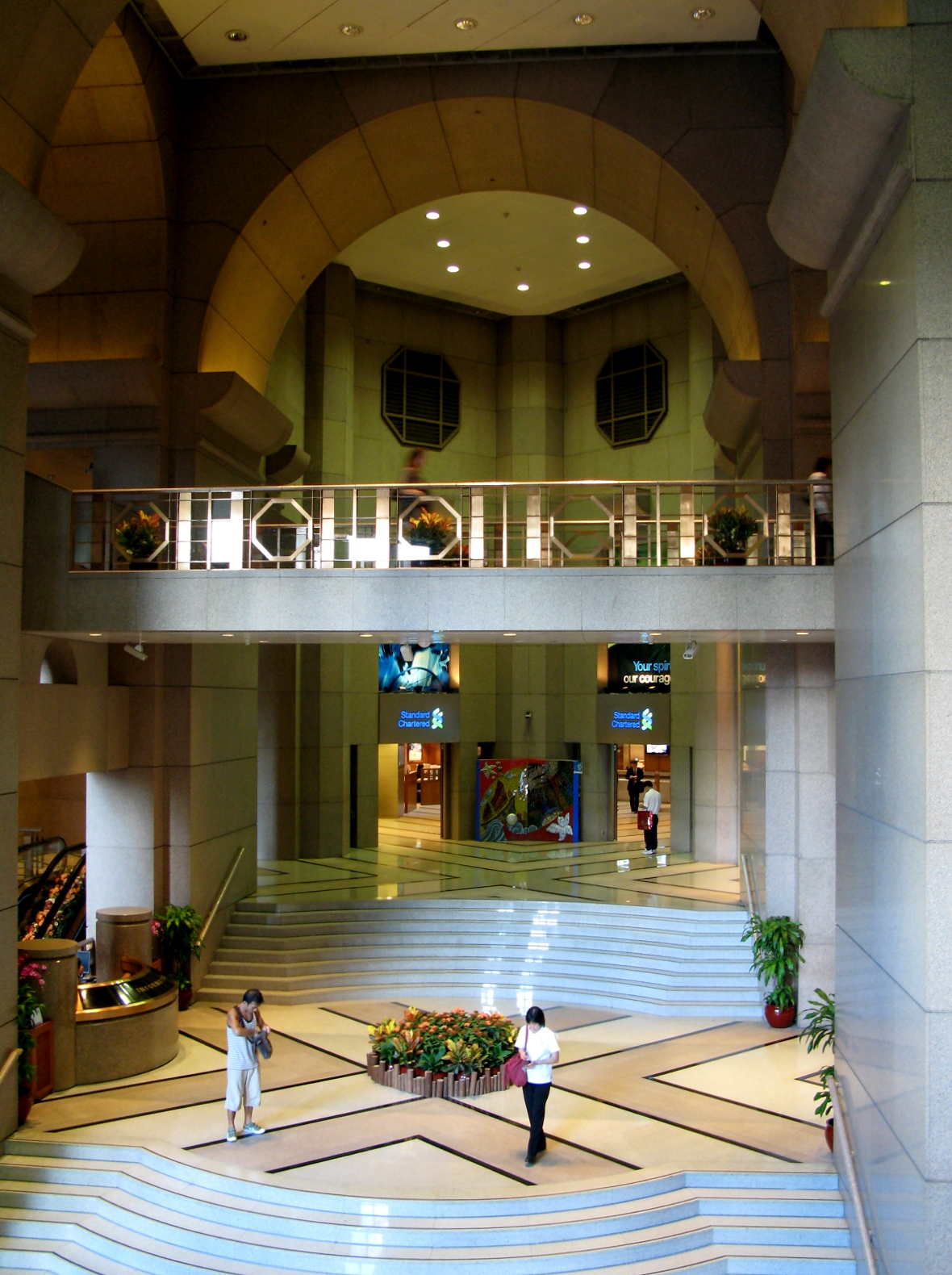
渣打銀行總行大廈大堂

渣打銀行大廈由巴馬丹拿集團建築師李華武設計，他當時剛完成交易廣場的項目，決定把「建築即雕塑」之設計理念再應用於此。
渣打銀行大廈是仿1930年代美式公共銀行大廳的媚俗風格而建成，用上彩繪玻璃窗和八角銅錢裝飾，地下設有高55呎的門廳，並有一條以花崗石及雲母石建成的入口走廊。八角形的應用亦延伸到北連太子大廈及南接政府山的行人天橋切面，甚至建築物分別每節的橫切面上。
渣打銀行大廈在第17樓開始，每6層即向內縮小樓面面積，在滿足當時《街影法》限制的同時，亦有竹枝「節節上升」的寓意。
大廈外牆用的是粉紅和灰棕色的花崗石。設計師用蠟粉色系（但玻璃窗則採用美國原廠款式），跟東西兩幢現代建築物產生極端對比。

## 圖片

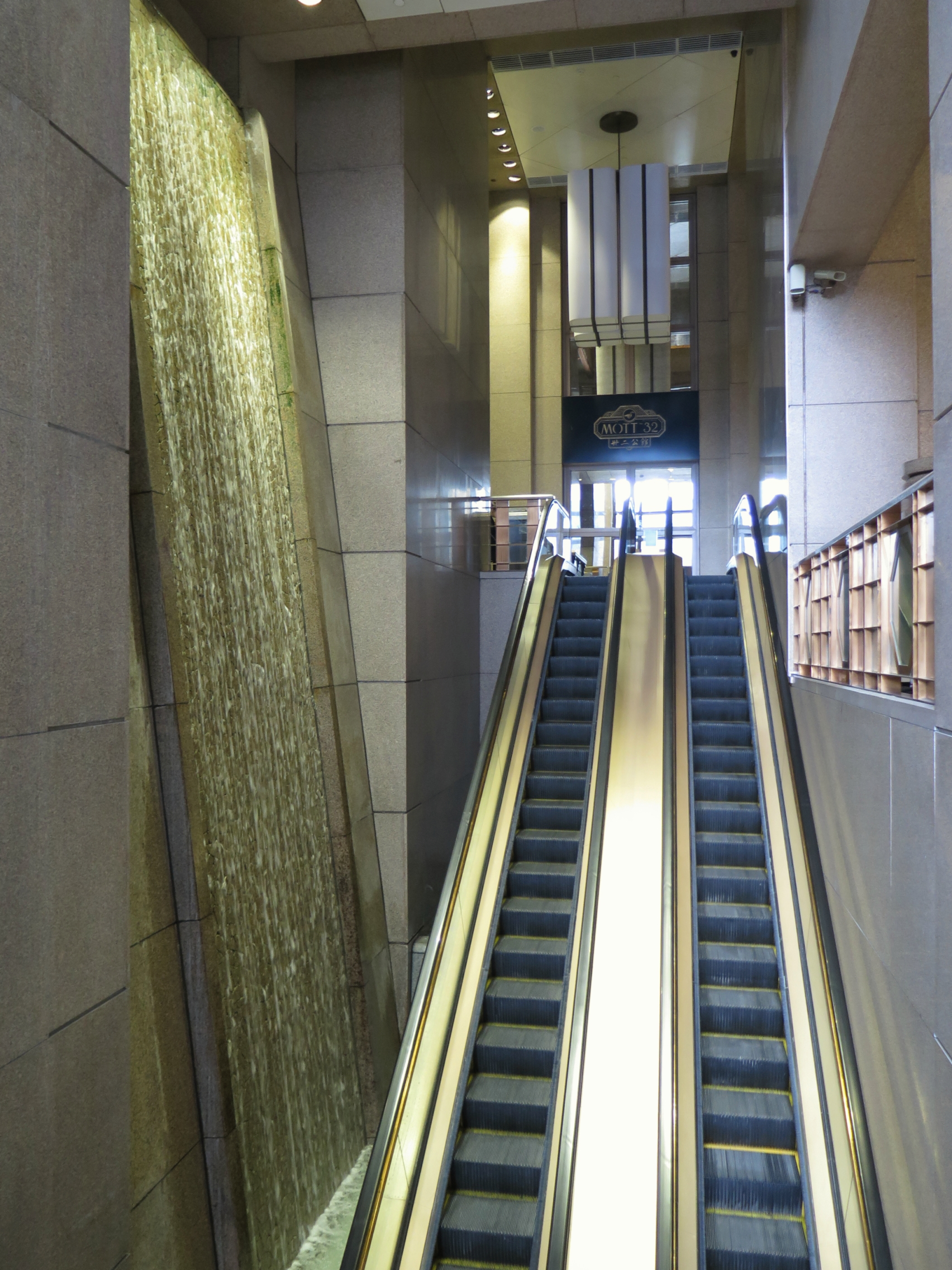
大堂瀑布
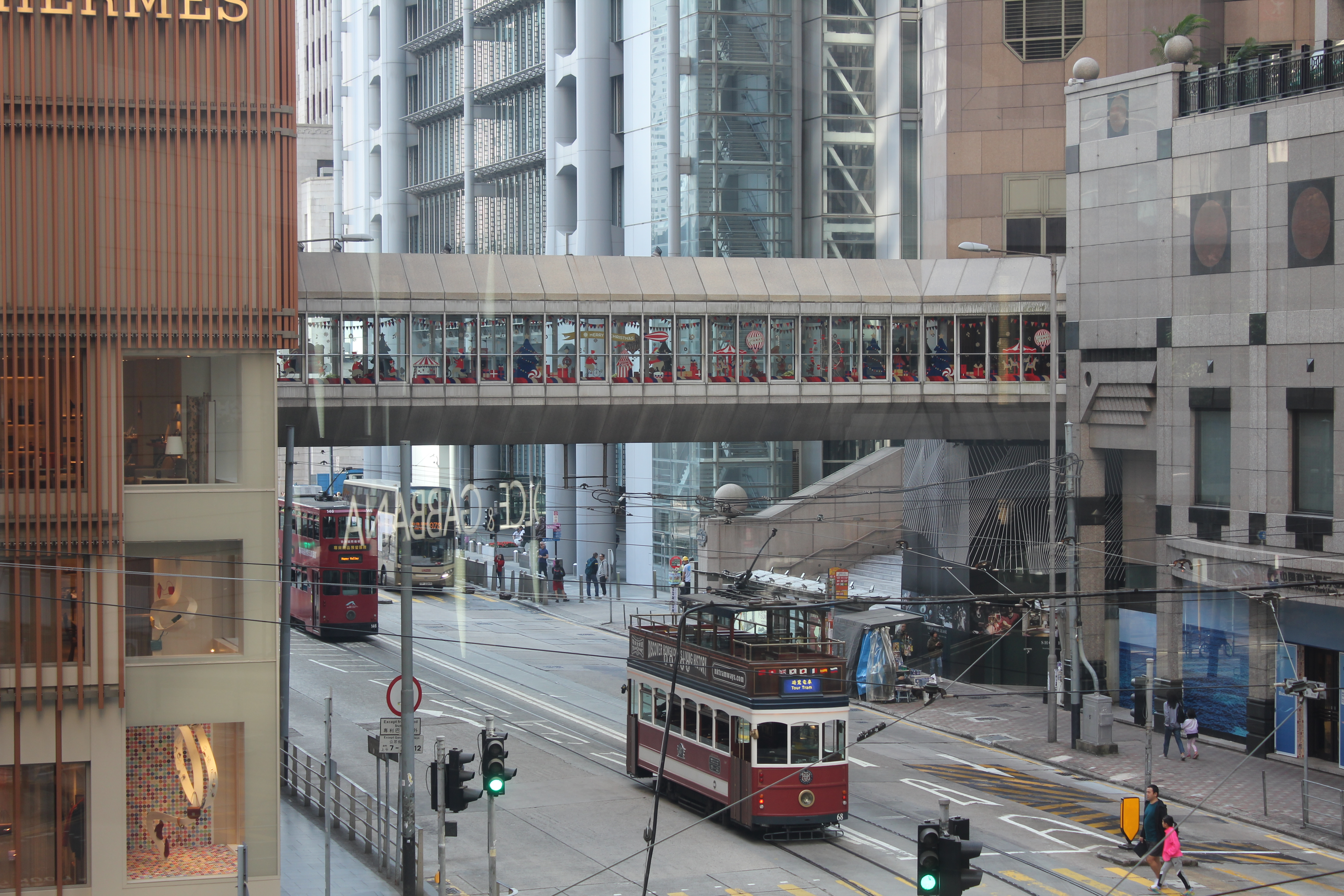
呈八角形的行人天橋（圖中連接太子大廈）
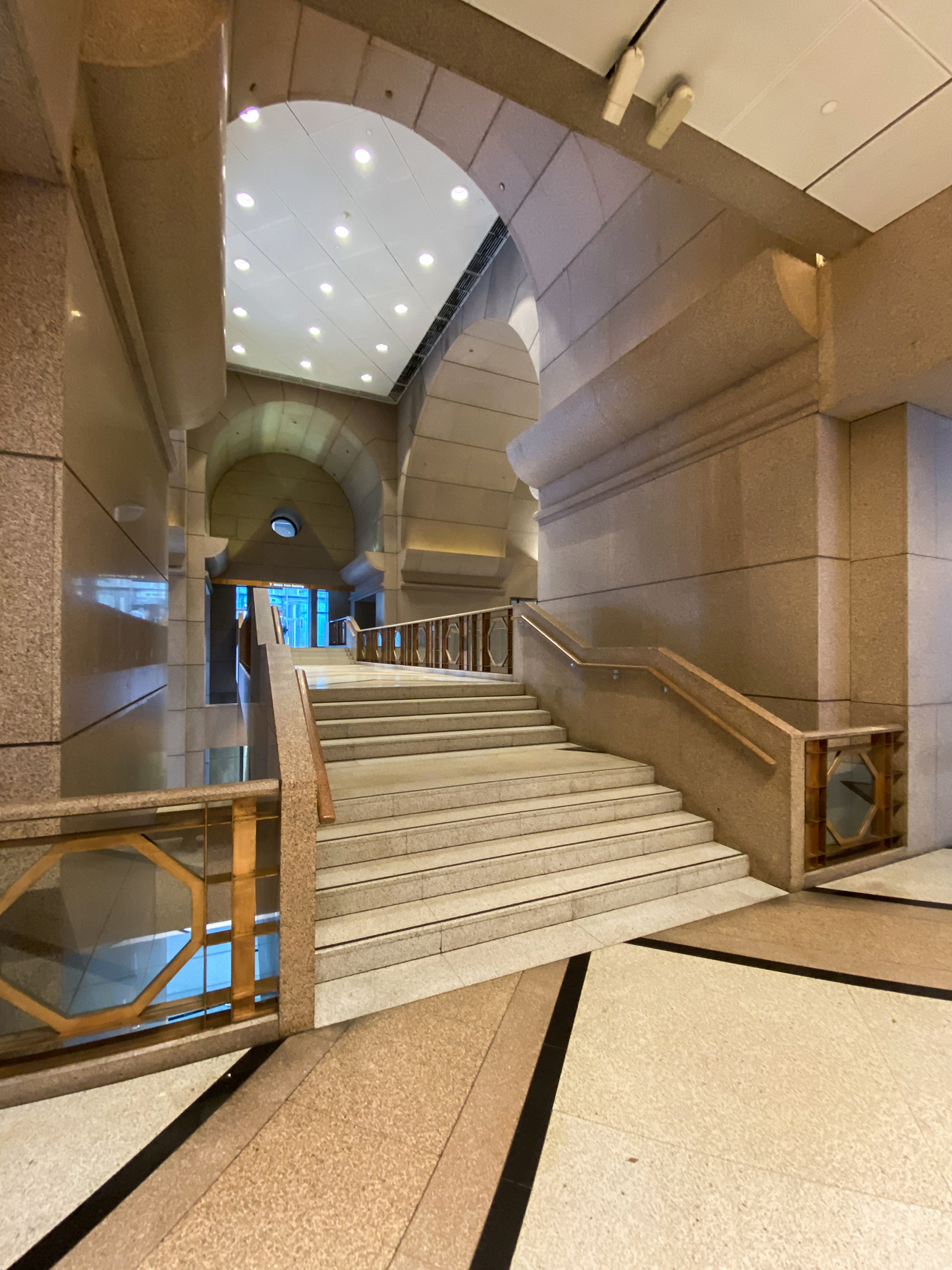
往滙豐總行大廈的天橋
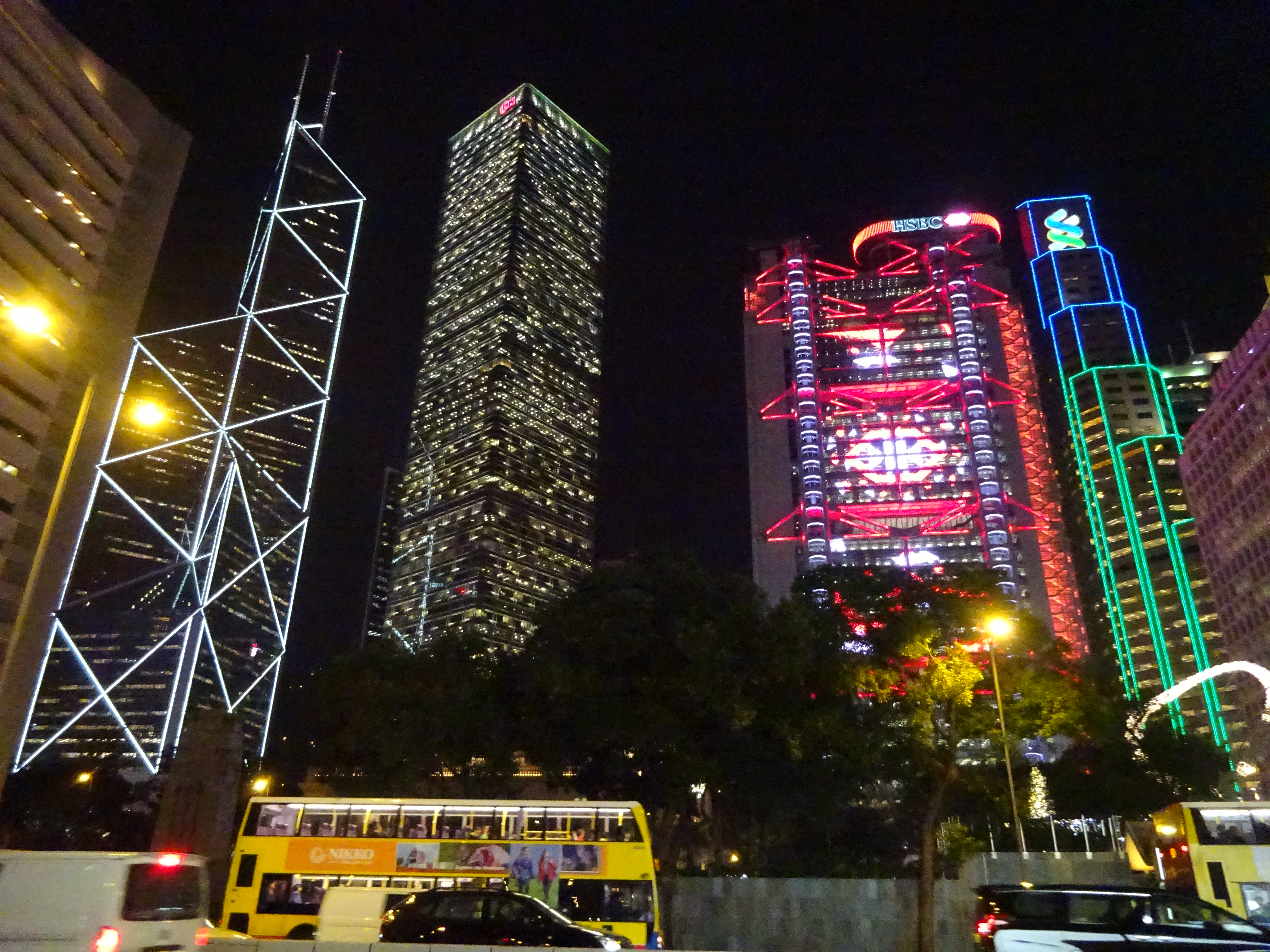
晚間亮起藍綠色的外牆燈飾（圖右）

## 軼事
雖然第四代渣打銀行大廈在1990年建成，但在1988年至1992年間發行的渣打銀行鈔票仍採用第二代大廈的圖案。
2018年系列的香港鈔票所有面額正面設計均用上三間發鈔銀行位於中環的總部大廈，而由香港渣打銀行發行的版本就以此第四代大廈為圖案。

## 外部連結
- 《當代香港建築LOOK》 第74頁，ISBN 957-469-584-0
- 《香港銀行 Banks in Hong Kong》 （页面存档备份，存于） Flickr 相簿（包括渣打銀行大廈第一至三代舊照）